# 独占!!Jリーグエキスプレス
『独占!!Jリーグエキスプレス』（どくせん ジェイリーグエキスプレス）は、1993年から2001年までニッポン放送（LF）制作で、NRN加盟局で放送したサッカー・Jリーグ情報番組。「独占!Jリーグエキスプレス」（!が1つのみ）と表記される場合もあった。
多くのNRN加盟局がネットしていたが、LF（関東ローカル）向けと地方局向けの2種類が存在していた。番組内容が全く異なっていたため（いわゆる裏送り）、実態としては同一番組名の別番組である。

## ニッポン放送向け
夜21時以降の時間帯に月 - 金曜は10分間・土曜は30分間（一時期、土曜も10分間の放送であった。平日は『LF+RフライングNIGHT!』に内包されていた時期あり）放送され、Jリーグ試合開催日は結果速報、試合の無い日は選手インタビューや柱谷哲二・コント山口君・小谷泰介・植田朝日などのレギュラーコーナーが放送された。
末期の1999年から2001年は、『朝日とカズ=福永アナのアレ?オレ!サッカー野郎!!』（土曜は『ケムケム=煙山アナのアレ?オレ!サッカー野郎!!』）のサブタイトルを付け、放送を行っていた。プロ野球シーズン中はナイターが延長した場合でも原則休止とはせず放送した（土曜日は時間短縮。この場合、当該の別の定時番組は休止か短縮された）。
2001年9月で終了し、10月からは『Jリーグ totoゴール・フラッシュ!』にリニューアルした。

### 歴代パーソナリティ
- 都並敏史
- 師岡正雄☆
- 山本シュウ
- 煙山光紀☆
- 山内宏明☆
- 植田朝日
- 福永一茂☆

※☆は当時ニッポン放送アナウンサー

## 地方局向け
裏送りはリスナーから届いたサッカーに関する手紙などを紹介していく内容が中心であった。番組内容もJリーグの試合開催日にも関わらず、試合結果を速報で伝えていないこともあったことから、番組数本分をまとめて収録していたと思われる。
また放送時間も月 - 土曜まで10分間の放送を基本としており、ネット局によって一部曜日が未放送であった局も存在した。ニッポン放送と同一スポンサーの局と、ローカルセールスであった局が存在した（なお、スポンサーが付かない地方局では、CM中はBGMを流していた）。

### 歴代パーソナリティ
- 三井ゆり
- 畑中秀哉☆
- 山内宏明☆
- 垣花正☆
- 師岡正雄☆（1995年頃、月曜日のみ）
- 都並敏史・藤川孝幸（1995年頃、月曜日のみ）

※☆は当時ニッポン放送アナウンサー

### ネット局
- STVラジオ（『船守さちこのスーパーランキング』に内包されていた時期あり）
- 秋田放送
- 山形放送
- 東北放送（『男女りすなぁ若者語』に内包されていた時期あり）
- 茨城放送
- 栃木放送
- 山梨放送（1999年4月 - 9月）
- 信越放送
- 静岡放送
- 東海ラジオ（『今夜もやっぱりFUNKYパジャマ』→『Pee Pee Jaca Jacans』→『ぷるぷるMagicモンスター』に内包されていた時期あり）
- KBS京都（1994年10月 - 1999年9月。『はいぱぁナイト』→『ハイヤングKYOTO』に内包されていた時期あり）
- ABCラジオ（1993年5月17日ネット開始[1]。開始当時の放送日時は、21:35 - 21:45[1]。『ABCミュージック21』に内包されていた時期あり）
- 和歌山放送
- 中国放送
- 九州朝日放送（『ダブルバスターズ』に内包されていた時期あり）
- ラジオ沖縄

## 備考
地方局向けでパーソナリティを務めていた垣花正は、当時ニッポン放送で放送していた『ゲルゲットショッキングセンター』などで使用していたマイクネーム「LFクールK」をこの番組では一切使用せずに、番組の挨拶では「カッキーこと垣花正です」と挨拶していた。
KBS京都では、「ハイヤングKYOTO」内包時代、つボイノリオがパーソナリティのときに早回しで放送していた時期もあったという。
本番組終了後の2008年から2009年にかけて、LF制作・NRN系全国ネットによる平日帯のバラエティ番組『銀河に吠えろ!宇宙GメンTAKUYA』で水曜日の1コーナーとして、『Jリーグエキスプレス』という類似タイトルのJリーグ情報コーナーを放送した。コーナーパーソナリティは煙山光紀が務めた。

## 参考資料
- 朝日放送の50年 III 資料集（2000年3月31日、朝日放送発行）…国立国会図書館の所蔵情報